# Z (專輯)
《Z》是日本女子偶像樂團ZONE的第1張錄音室專輯，於2002年2月14日發行。

## 收錄曲目
1. 風のはじまる場所 - MIYU的獨唱曲。
2. GOOD DAYS - 樂團第一首單曲。
3. 大爆發 NO.1 - 第二首單曲。
4. 來自世界的小小角落 - 第四首單曲。
5. ボクの側に…
6. Secret base ～你給我的東西～
第三首單曲。TBS系午間電視劇《孩子們的戰爭3》。
7. オレンジの夕日 - 敘事曲。
8. Secret base ～你給我的東西～ (Piano Ver.)
鋼琴演奏版。DVD『ZONE FINAL in 日本武道館 2005/04/01 〜心を込めてありがとう〜』同名解散演唱會亦使用之。

## 外部連結
- Sony Music官方網站 believe in ZONE （页面存档备份，存于）

Template:ZONE